# アタゴ商事

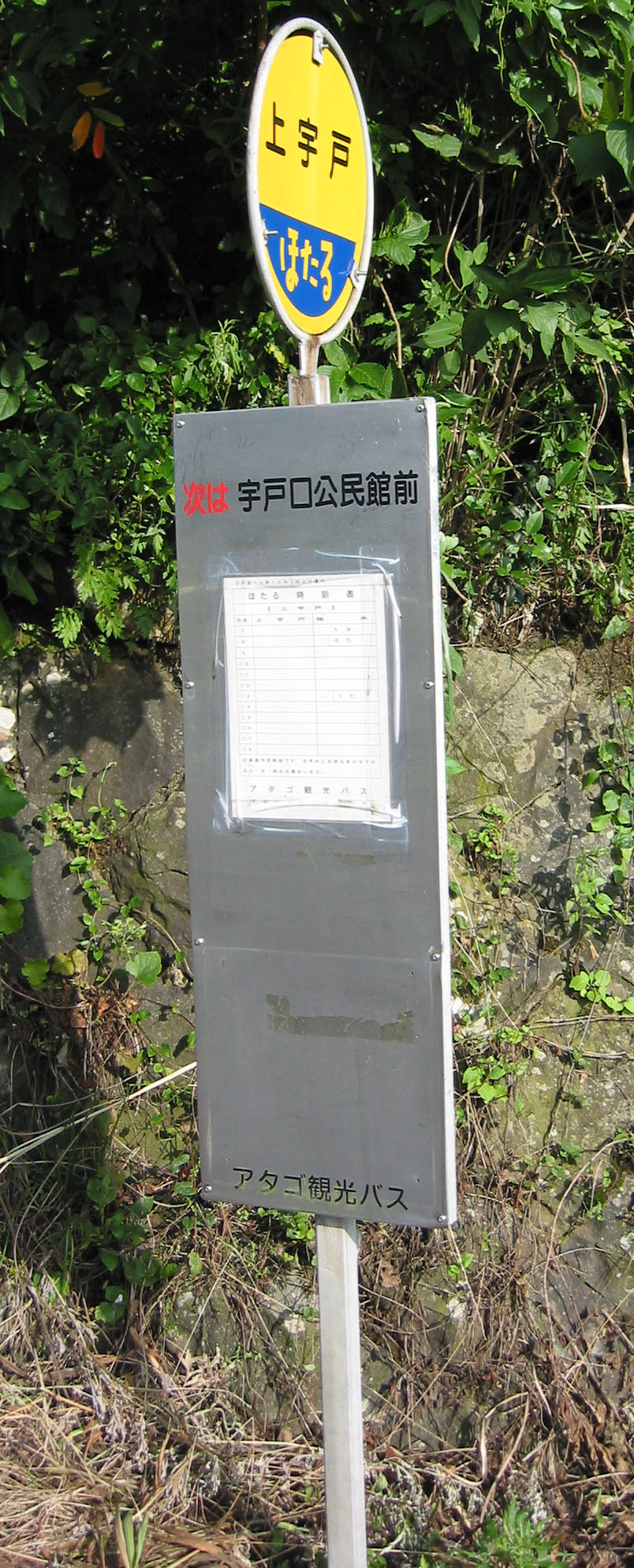
ほたるバスのバス停

アタゴ商事有限会社（アタゴしょうじ）は、長崎県佐世保市に本社を置くバス事業者である。通称、アタゴ観光バス（アタゴかんこうバス）。
佐世保市船越町において貸切バス事業を営んでいたが、西肥自動車（西肥バス）が佐世保市柚木地域の不採算路線から撤退した際に廃止代替バスの運行を受託し、乗合バス事業に参入した。

## 沿革
- 2002年8月1日 - 「ほたるバス」運行開始[2]。
- 2018年3月1日 - ラッキータクシーによる予約制乗合タクシー「ほたる号」が運行開始[3]
- 2018年3月末 - ほたるバス廃止。

## 路線
柚木地区において1路線を運行していた。愛称は「ほたるバス」。
- (全停留所) 柚木 - 三本木公民館前 - 三本木 - 徳道 - 川谷 - 川谷水源地 - 隧道入口 - 里美分校前 - 遊歩道入口 - 流合 - 古木脇 - 宇戸口公民館前 - 上宇戸

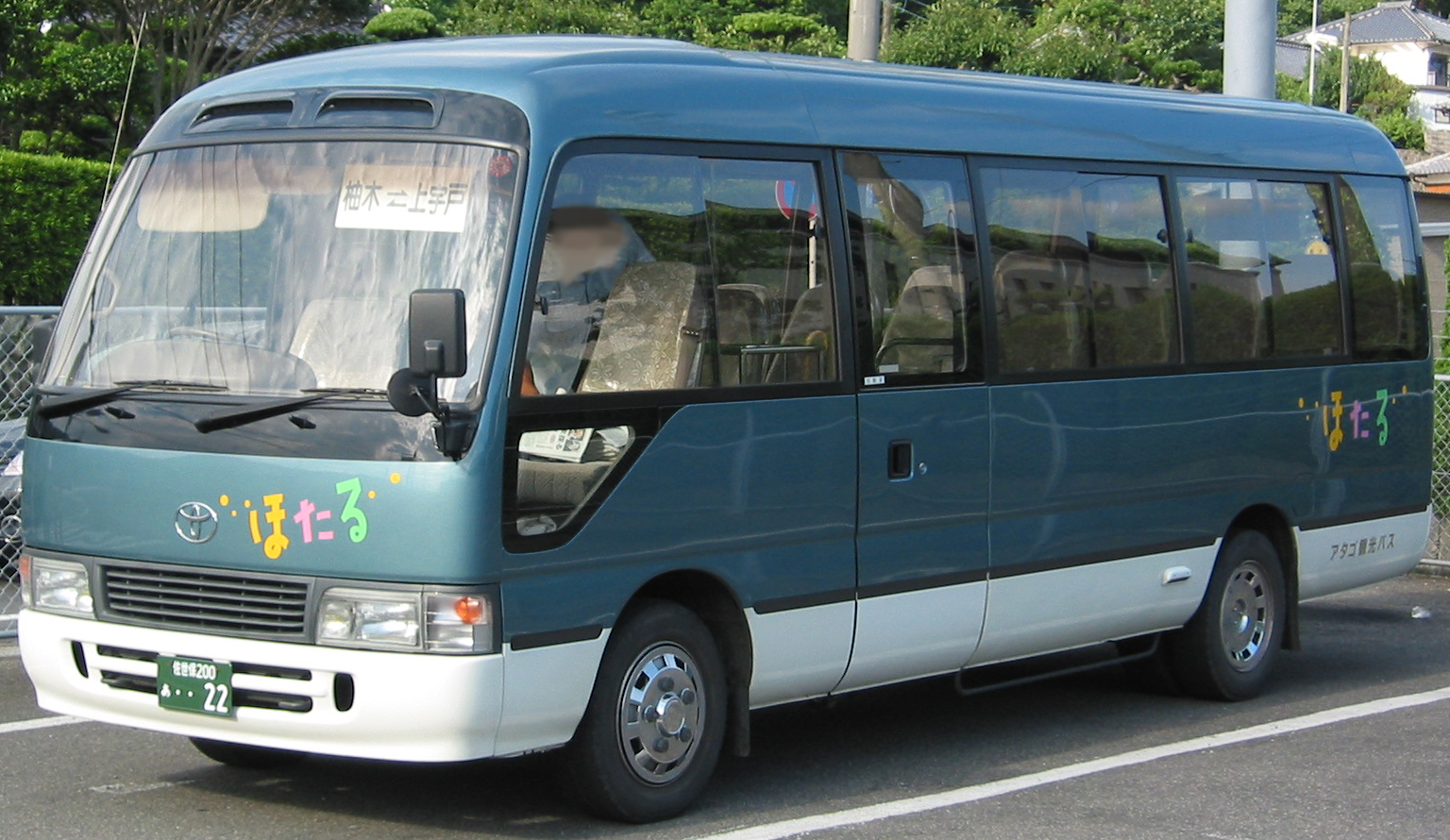
ほたるバスの車両

- 1日3.5往復、土日祝日全便運休。

## 回数券類
- 長崎スマートカードは利用不可。
- 「ほたるバス回数券」を発売している。沿線の一部の町に住所を有する佐世保市敬老特別乗車証・佐世保市心身障害者（児）福祉特別乗車証の利用資格がある者については、佐世保市規則により同回数券の交付を規定額範囲内で受けることができる。